# GT World Challenge Europe Endurance Cup
Pour les articles homonymes, voir BES.
La GT World Challenge Europe Endurance Cup (anciennement Blancpain GT Series Endurance Cup ou Blancpain Endurance Series ou BES) est un championnat européen de course automobile sur circuit réunissant des voitures de Grand Tourisme. Il a été conçu par SRO en 2011 autour des 24 Heures de Spa. Le nom de cette compétition reprenait celui du sponsor principal, l'entreprise horlogère Blancpain.
Au sein des Blancpain GT Series, il est regroupé avec les Blancpain GT Series Sprint Cup pour récompenser les meilleurs acteurs de la catégorie. Après le retrait du sponsor Blancpain en 2019, le championnat est renommé GT World Challenge Europe Endurance Cup à partir de la saison 2020.

## Historique
En 2011, les voitures éligibles sont de classes GT3 et GT4. Pour la première saison, les voitures engagées sont des Ferrari 458 Italia GT3, Mercedes-Benz SLS AMG GT3, Aston Martin DBRS9, Porsche 911 GT3 R (997), Lamborghini Gallardo, Nissan GT-R, Chevrolet Corvette, Ford GT, Audi R8 LMS, Lotus Evora, etc. Les premières écuries qui adoptent ce format sont AF Corse, Vitaphone Racing, Hexis AMR, Ecurie Ecosse, Graff Racing, United Autosports, Autorlando, etc.
En 2013, la finale de la saison se déroule pour la première fois sur une distance de 1 000 km dans le temple du Nürburgring. Pirelli est le fournisseur unique de pneumatiques de la série.
Le partenariat entre SRO et Blancpain s'élargit en 2014 avec la création des Blancpain GT Series qui regroupent les Blancpain Endurance Series et les Blancpain Sprint Series pour offrir un titre global aux pilotes et écuries qui participent aux deux championnats. L'ancien Commandant de l'armée belge, Alain Adam devient directeur de course,.
En 2017, le règlement de la Fédération française du sport automobile (FFSA) introduit la notion des « points d'avertissement de comportement ». Suivant un barème, les « behavior warning points » (BWP) permettent de sanctionner un pilote pour un incident quelconque,. Durant cette même année, l'organisation de sport automobile SRO Motorsport Group crée le concept de « Balance of Performance (en) » (BoP). À la fois simple et complexe, ce système permet d'équilibrer les performances entre différentes voitures de séries, de conception et performances très différentes.
En 2018, le directeur de course met en place un nouveau système de qualification. Il consiste à prendre une moyenne des temps des pilotes de l'équipage de la qualification, ce qui a pour conséquence de choisir un équipage le plus homogène possible. Si le temps d'un pilote d'un équipage doit être annulé, cela pénalise le temps moyen des trois ou quatre pilotes selon le nombre de pilotes de l'équipage. Les pilotes doivent être précautionneux avec les limites de la piste. Lors de la course, le GPS améliore les choses, « si un groupe est en bagarre, seul le premier est pénalisé pour non respect des limites de la piste ».

## Circuits
| Circuit                        | Circuit | 2011 | 2012 | 2013 | 2014 | 2015 | 2016 | 2017 | 2018 | 2019 | 2020 | 2021 | 2022 | 2023 |
| ------------------------------ | ------- | ---- | ---- | ---- | ---- | ---- | ---- | ---- | ---- | ---- | ---- | ---- | ---- | ---- |
| Autodromo Nazionale Monza      |         | •    | •    | •    | •    | •    | •    | •    | •    | •    |      | •    |      | •    |
| Circuit de Navarre             |         | •    | •    |      |      |      |      |      |      |      |      |      |      |      |
| Circuit de Spa-Francorchamps   |         | •    | •    | •    | •    | •    | •    | •    | •    | •    | •    | •    | •    | •    |
| Circuit de Nevers Magny-Cours  |         | •    |      |      |      |      |      |      |      |      |      |      |      |      |
| Circuit de Silverstone         |         | •    | •    | •    | •    | •    | •    | •    | •    | •    |      |      |      |      |
| Circuit Paul-Ricard            |         |      | •    | •    | •    | •    | •    | •    | •    | •    | •    | •    | •    | •    |
| Nürburgring                    |         |      | •    | •    | •    | •    | •    |      |      |      | •    | •    |      | •    |
| Circuit de Barcelona-Catalunya |         |      |      |      |      |      |      | •    | •    | •    |      | •    | •    | •    |
| Circuit d'Imola                |         |      |      |      |      |      |      |      |      |      | •    |      | •    |      |
| Hockenheimring                 |         |      |      |      |      |      |      |      |      |      |      |      | •    |      |

## Palmarès
| Saison | Pilotes Champions                                          | Pilotes Champions         | Pilotes Champions              | Écuries championnes            |
| Saison | Nom(s)                                                     | Voiture                   | Équipe                         | Écuries championnes            |
| ------ | ---------------------------------------------------------- | ------------------------- | ------------------------------ | ------------------------------ |
| 2011   | Gregory Franchi                                            | Audi R8 LMS               | W Racing Team                  | W Racing Team                  |
| 2012   | Christopher Haase / Christopher Mies / Stéphane Ortelli    | Audi R8 LMS               | W Racing Team                  | W Racing Team                  |
| 2013   | Maximilian Buhk                                            | Mercedes-Benz SLS AMG GT3 | HTP Motorsport GmbH            | Marc VDS Racing Team           |
| 2014   | Laurens Vanthoor                                           | Audi R8 LMS               | Belgian Audi Club Team WRT     | Belgian Audi Club Team WRT     |
| 2015   | Wolfgang Reip / Alex Buncombe (en) / Katsumasa Chiyo       | Nissan GT-R Nismo GT3     | Nissan GT Academy Team RJN     | Belgian Audi Club Team WRT     |
| 2016   | Rob Bell / Côme Ledogar / Shane van Gisbergen              | McLaren 650S GT3          | Garage 59                      | Garage 59                      |
| 2017   | Mirko Bortolotti / Andrea Caldarelli / Christian Engelhart | Lamborghini Huracán GT3   | GRT Grasser Racing Team        | Bentley Team M-Sport           |
| 2018   | Yelmer Buurman / Maro Engel / Luca Stolz                   | Mercedes-AMG GT3          | Mercedes-AMG Team Black Falcon | Mercedes-AMG Team Black Falcon |
| 2019   | Marco Mapelli / Andrea Caldarelli                          | Lamborghini Huracán GT3   | Orange1 FFF Racing Team        | Orange1 FFF Racing Team        |
| 2020   | Alessandro Pier Guidi                                      | Ferrari 488 GT3           | AF Corse                       | AF Corse / SMP Racing          |
| 2021   | Alessandro Pier Guidi / Nicklas Nielsen / Côme Ledogar     | Ferrari 488 GT3           | Iron Lynx                      | Team WRT                       |
| 2022   | Jules Gounon / Daniel Juncadella / Raffaele Marciello      | Mercedes-AMG GT3 Evo      | Akkodis ASP Team               | Akkodis ASP Team               |

## Statistiques

### Victoires par pilote
| Victoires | Pilotes                  |
| --------- | ------------------------ |
| 6         | Maxime Martin            |
| 6         | Jules Gounon             |
| 5         | Bas Leinders             |
| 5         | Markus Palttala          |
| 5         | Christian Engelhart (en) |
| 5         | Mirko Bortolotti         |
| 4         | Christopher Mies         |
| 4         | Rob Bell                 |
| 4         | Shane van Gisbergen      |
| 4         | Côme Ledogar             |
| 4         | Philipp Eng              |
| 4         | Andrea Caldarelli        |
| 4         | Raffaele Marciello       |
| 3         | Davide Rigon             |
| 3         | Maximilian Buhk          |
| 3         | Steven Kane              |
| 3         | Laurens Vanthoor         |
| 3         | Kévin Estre              |
| 3         | Klaus Bachler            |
| 3         | Matteo Cairoli           |
| 2         | Christopher Haase        |
| 2         | René Rast                |
| 2         | Frédéric Makowiecki      |
| 2         | Alvaro Parente           |
| 2         | César Ramos (en)         |
| 2         | Yelmer Buurman           |
| 2         | Bernd Schneider          |
| 2         | Maximilian Götz          |
| 2         | Guy Smith                |
| 2         | Andy Meyrick             |
| 2         | Markus Winkelhock        |
| 2         | Daniel Juncadella        |
| 2         | Dries Vanthoor           |
| 2         | Matthieu Vaxiviere       |
| 2         | Albert Costa             |
| 2         | Tom Blomqvist            |
| 2         | Marco Mapelli (en)       |
| 2         | Kelvin van der Linde     |
| 2         | Earl Bamber              |
| 2         | Nicklas Nielsen          |
| 2         | Alessandro Pier Guidi    |
| 2         | Marco Wittmann           |
| 2         | Nick Yelloly             |
| 2         | Timur Boguslavskiy       |
| 1         | Gianluca Roda            |
| 1         | Raffaele Giammaria (en)  |
| 1         | Paolo Ruberti            |
| 1         | Franck Kechele           |
| 1         | Nico Verdonck (en)       |
| 1         | Michael Bartels          |
| 1         | Greg Franchi             |
| 1         | Timo Scheider            |
| 1         | Mattias Ekström          |
| 1         | Stéphane Ortelli         |
| 1         | Frank Stippler           |
| 1         | Andrea Piccini           |
| 1         | Marc Goossens            |
| 1         | Marc Hennerici           |
| 1         | Xavier Maassen           |
| 1         | Stef Dusseldorp          |
| 1         | Daniel Zampieri          |
| 1         | Darren Turner            |
| 1         | Stefan Mücke             |
| 1         | Grégoire Demoustier      |
| 1         | Alexandre Prémat         |
| 1         | Andrew Palmer (en)       |
| 1         | Fabio Babini             |
| 1         | Jeroen Mul (de)          |
| 1         | Wolfgang Reip            |
| 1         | Alex Buncombe (en)       |
| 1         | Katsumasa Chiyo (en)     |
| 1         | Lucas Luhr               |
| 1         | Nick Catsburg            |
| 1         | Dominik Baumann          |
| 1         | Jazeman Jaafar           |
| 1         | Alexander Sims           |
| 1         | Rolf Ineichen            |
| 1         | Andy Soucek              |
| 1         | Maxime Soulet            |
| 1         | Vincent Abril            |
| 1         | Tristan Vautier          |
| 1         | Félix Serrallés (en)     |
| 1         | Alex Riberas             |
| 1         | Jake Dennis              |
| 1         | Nicki Thiim              |
| 1         | Marco Seefried           |
| 1         | Christian Klien          |
| 1         | Christian Krognes (de)   |
| 1         | Maro Engel               |
| 1         | Luca Stolz (en)          |
| 1         | Andrea Rizzoli (en)      |
| 1         | Zaid Ashkanani (en)      |
| 1         | Miguel Molina            |
| 1         | Mikhail Aleshin          |
| 1         | Jordan Pepper            |
| 1         | Richard Lietz            |
| 1         | Michael Christensen      |
| 1         | Sven Müller              |
| 1         | Nick Tandy               |
| 1         | Matt Campbell            |
| 1         | Mathieu Jaminet          |
| 1         | Felipe Fraga             |
| 1         | Charles Weerts (en)      |
| 1         | Daniel Serra             |
| 1         | Antonio Fuoco            |
| 1         | Patric Niederhauser      |
| 1         | Lucas Légeret (de)       |
| 1         | Alessio Picariello       |

Actualisé 3h du Nürburgring 2023

### Victoires par team
| Victoires | Teams                         |
| --------- | ----------------------------- |
| 7         | Team WRT                      |
| 6         | Marc VDS Racing Team          |
| 5         | AKKODIS ASP                   |
| 4         | Bentley Team M-Sport          |
| 4         | Grasser Racing Team           |
| 4         | Rowe Racing                   |
| 4         | Dinamic Motorsport            |
| 3         | HTP Motorsport                |
| 2         | Von Ryan Racing               |
| 2         | Garage 59                     |
| 2         | Team Saintéloc                |
| 2         | GPX Racing                    |
| 2         | Orange 1 FFF Racing Team (en) |
| 2         | Iron Lynx                     |
| 1         | Autorlando Sport              |
| 1         | Vita4One                      |
| 1         | Phoenix Racing                |
| 1         | Prospeed Competition          |
| 1         | Hexis Racing                  |
| 1         | Kessel Racing                 |
| 1         | Aston Martin Racing           |
| 1         | ART Grand Prix                |
| 1         | Nissan GT Academy Team RJN    |
| 1         | R-Motorsport (en)             |
| 1         | Emil Frey Racing              |
| 1         | Walkenhorst Motorsport        |
| 1         | BLACK FALCON                  |
| 1         | SMP Racing                    |
| 1         | AF Corse                      |

Actualisé 3h du Nürburgring 2023
| Victoires | Teams        |
| --------- | ------------ |
| 10        | Audi         |
| 10        | BMW          |
| 9         | Porsche      |
| 9         | Mercedes     |
| 6         | Ferrari      |
| 6         | McLaren      |
| 6         | Lamborghini  |
| 4         | Bentley      |
| 2         | Aston Martin |
| 1         | Nissan       |
| 1         | Lexus        |

Actualisé 3h du Nürburgring 2023

## Galerie

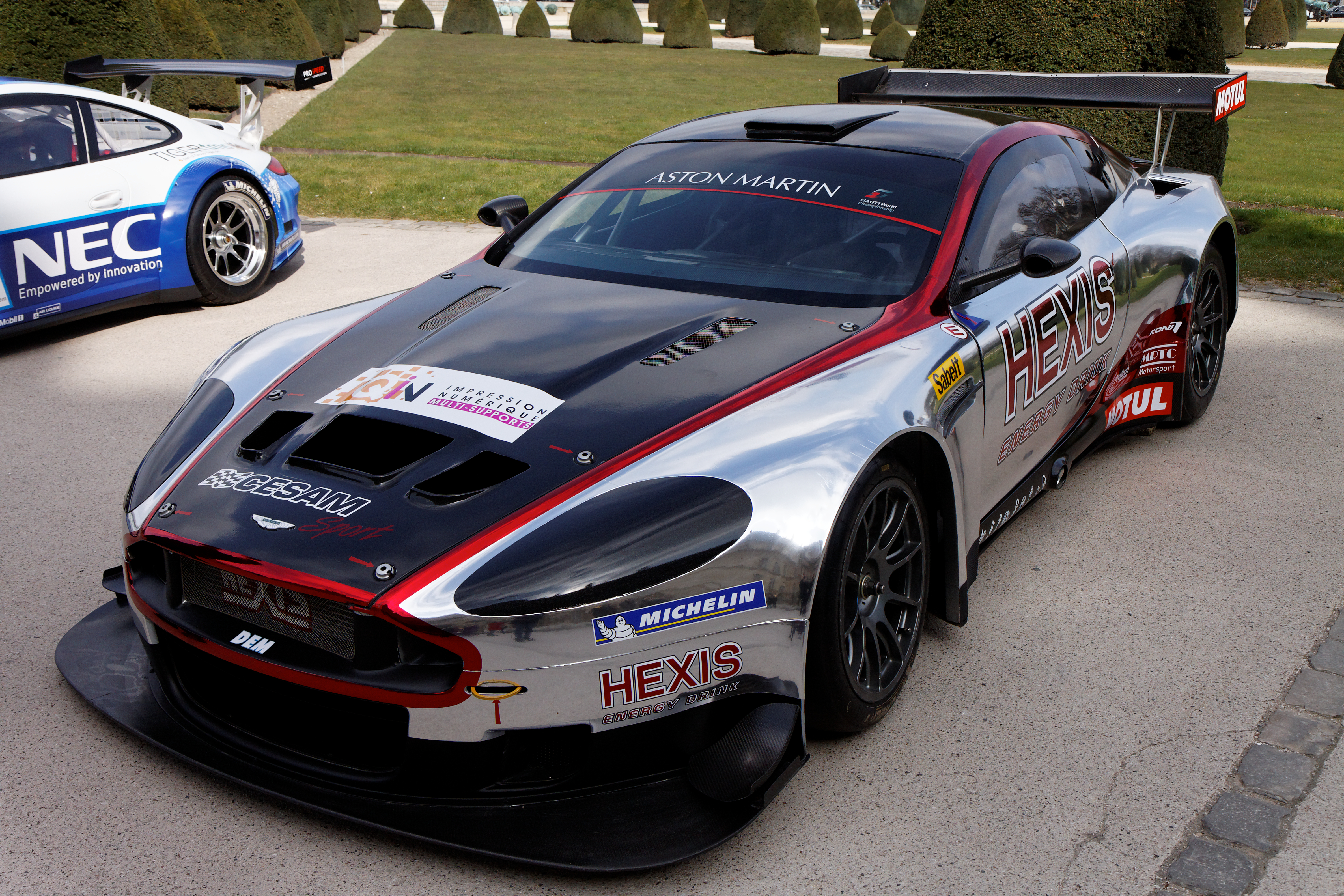
Aston Martin DBRS9 de l'écurie Hexis Racing en 2011.
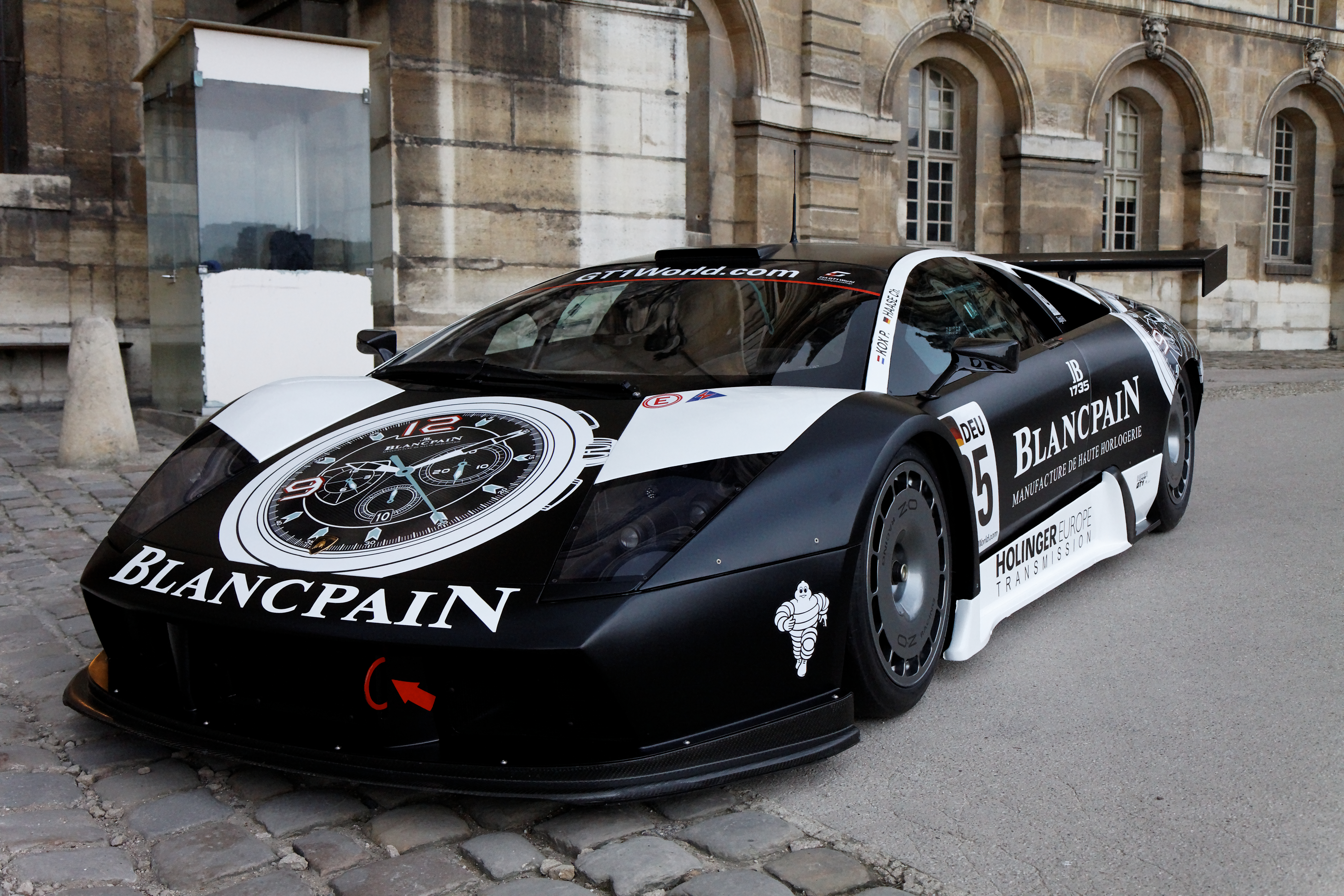
Lamborghini Murciélago de l'écurie Reiter Engineering en 2011.
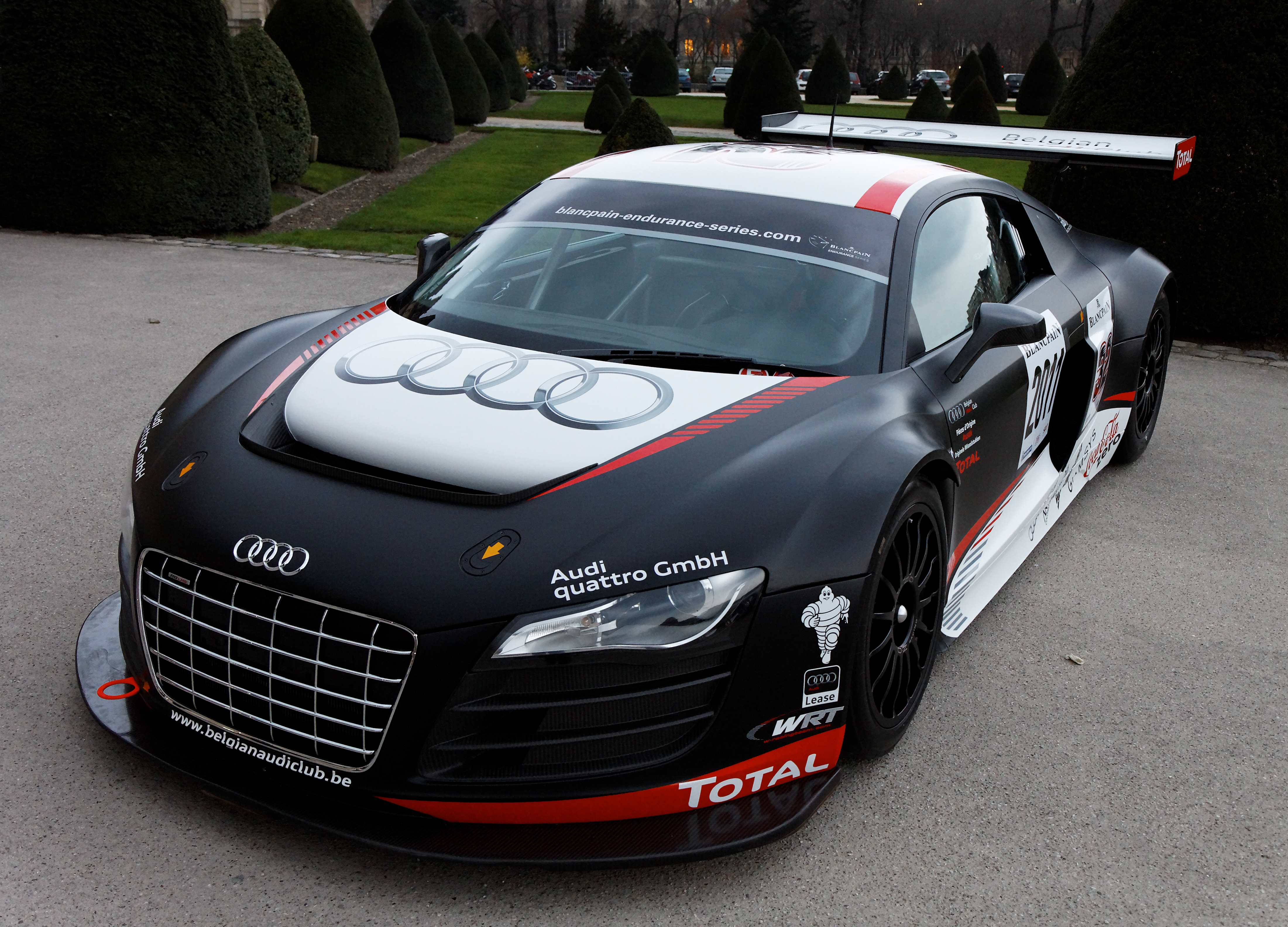
Audi R8 LMS de l'écurie W Racing Team en 2011.